# 高校吹奏楽部応援プログラム アサブラ
K-mix 高校吹奏楽部応援プログラム「アサブラ」（ケイミックス・こうこう・すいそうがくぶ・おうえん- ）は、静岡エフエム放送（K-mix）で放送されているラジオ番組。

## 概要
- 静岡県内の高等学校の吹奏楽部活動を応援する番組である。演奏や、番組に寄せられたメッセージを紹介。
- 当初は「私の学校も放送して下さいよ！」というメッセージが多かったが、回を重ねるにつれて、吹奏楽に関する悩みなどが多く届くようになった。

## 番組の流れ
- ほとんどの回は、1回につき一つの学校が紹介される。
- 定期演奏会などで収録された吹奏楽部の演奏。
- 部員による吹奏楽部の紹介。
- 「アサブラ BBS[1][2]」やメールで送られたメッセージの紹介。